# Merv Griffin
Mervyn Edward "Merv" Griffin, Jr. (6 tháng 7 năm 1925 – 12 tháng 8 năm 2007) là một MC truyền hình người Mỹ, nhạc sĩ, diễn viên, và ông bầu truyền thông. Khởi nghiệp ông là phát thanh viên radio và ca sĩ cho ban nhạc và ông đã xuất hiện trên sân khấu Broadway. Từ 1965 đến 1986 Griffin là người dẫn chương trình cho trò chơi truyền hình ông đạo diễn, The Merv Griffin Show, do hãng truyền thông Westinghouse sản xuất (còn gọi là Group W). Ông cũng nghĩ ra game show Jeopardy!, Wheel of Fortune, Click, và Merv Griffin's Crosswords do chính công ty ông sáng lập sản xuất Merv Griffin Enterprises và Merv Griffin Entertainment. Trong suốt đời mình, Griffin còn được coi là ông chủ quản lý các công ty truyền thông.